# Plymouth (Nebraska)
Plymouth je selo u američkoj saveznoj državi Nebraska. Prema popisu stanovništva iz 2010. u njemu je živjelo 409 stanovnika.